# Musée Pasteur
Het Musée Pasteur of Pasteurmuseum is een museum dat gewijd is aan de Franse wetenschapper Louis Pasteur (1822-1895).
Het museum is gevestigd in het Pasteur-instituut in het 15e arrondissement in Parijs, dat in 1887 werd opgericht. Het museum zelf werd in 1935 opgericht en houdt het appartement in stand waar Pasteur de laatste zeven jaar van zijn leven doorbracht, evenals een ruimte waar rond 1000 wetenschappelijke instrumenten zijn tentoongesteld en een Neo-byzantijnse kapel waar Pasteur ligt begraven.